# Blackout och Convoy-lägen
Blackout och Convoy är två lägen som används av militära fordon för att minska synligheten av fordonen i mörker och skymning i farliga områden. Blackout och Convoy är huvudvarianter av särskilt beteende hos militära fordon, och finns sedan beskrivet för olika nationer i olika litteratur. Framförallt finns det variationer avseende Convoy eller som det heter på svenska; Mörkläggningsbelysning, i vissa fall används även Konvojbelysning.
Namnsättningen och dess betydelse varierar beroende på vilken handbok man följer, vilket gör att det som presenteras här är en tolkning.
Den tyska benämningen är Tarnlicht.

## Blackout
Fordonet är helt mörklagt, all belysning är släckt. Även i förarhytt och andra utrymmen är belysning släckt eller avskärmad.
Även indikeringslampor i instrumentering hålls släckta. Undantag kan finnas för vissa indikeringslampor.

## Convoy

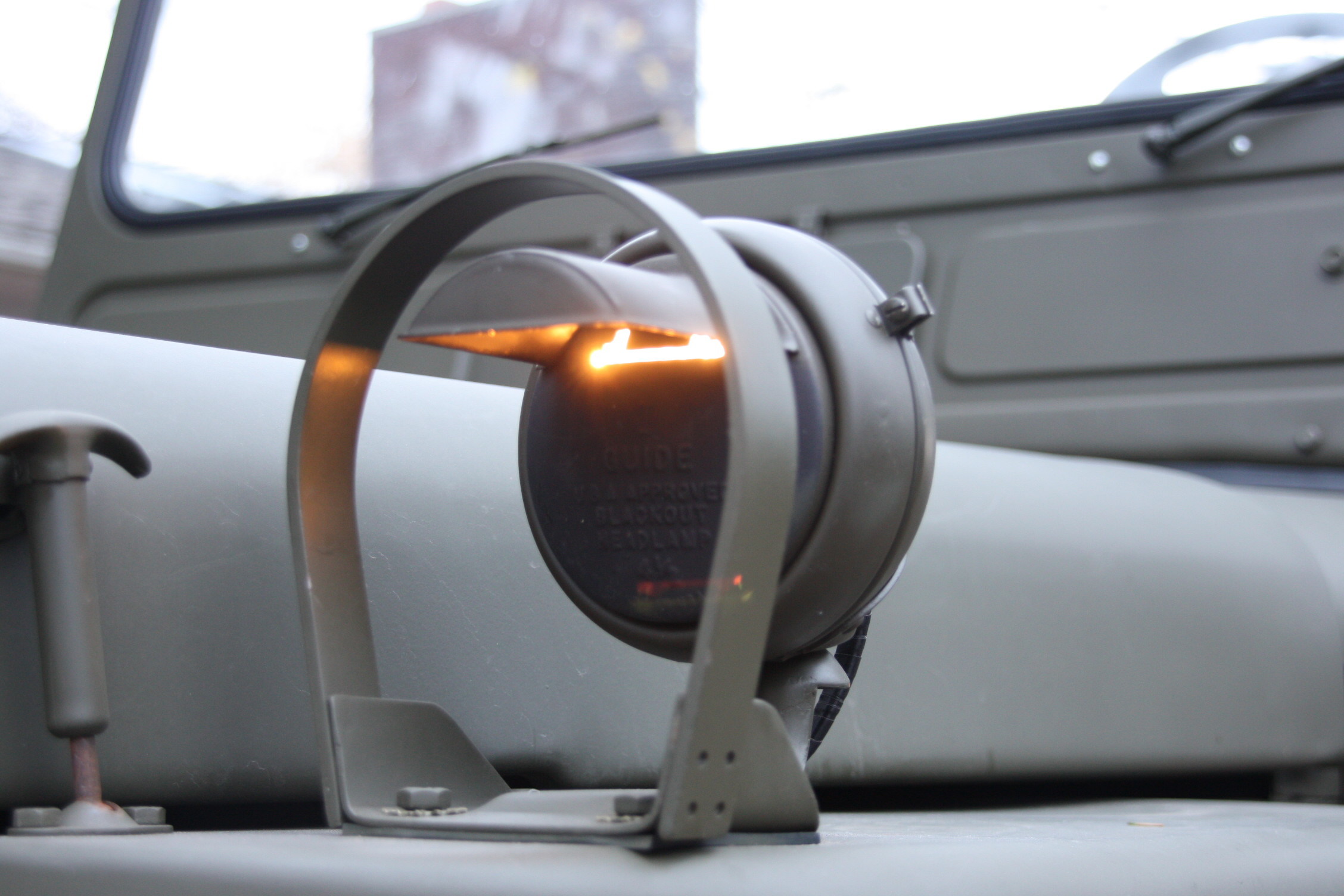
Mörkläggningsbelysning, Färdljus
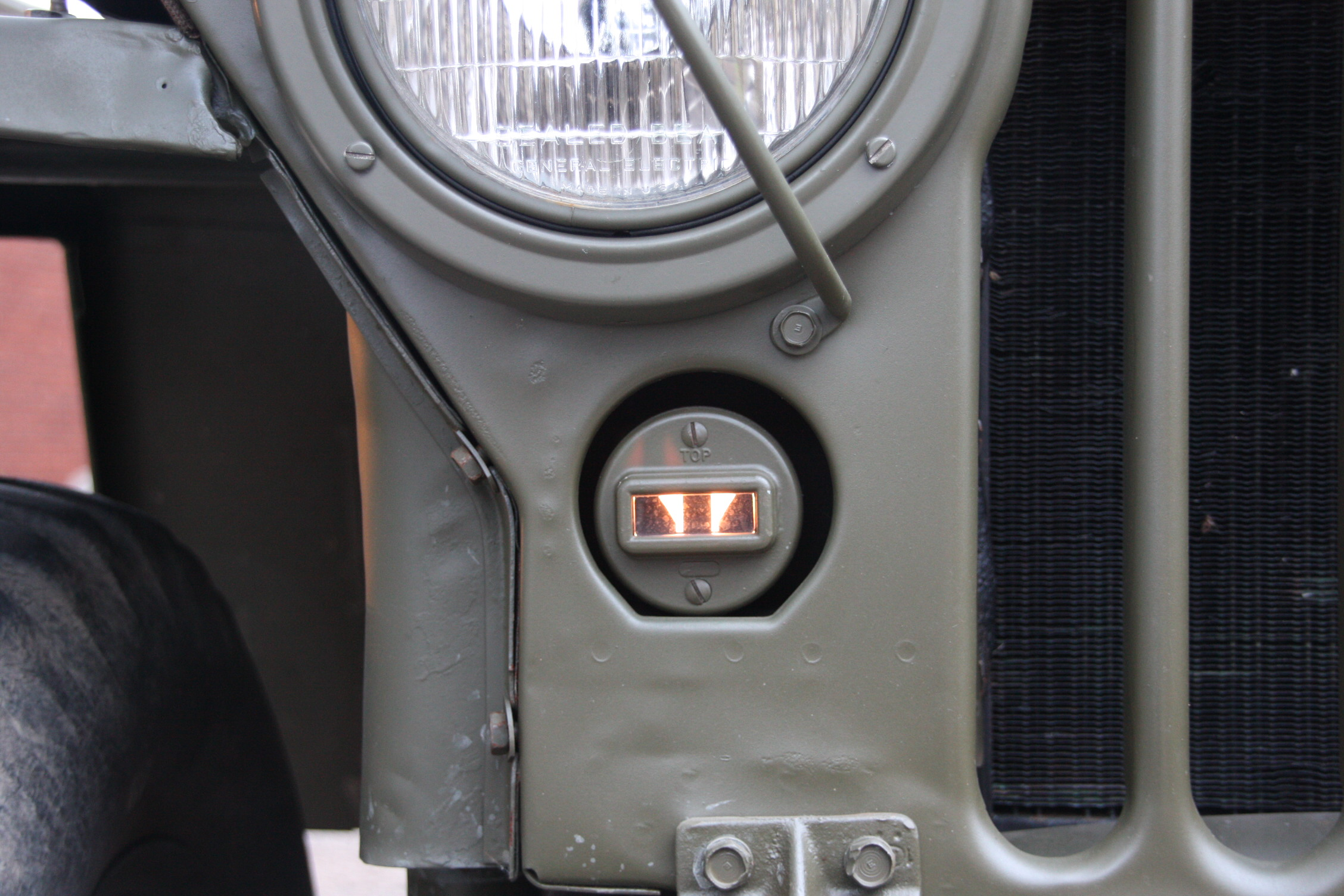
Mörkläggningsbelysning, Främre positionsljus
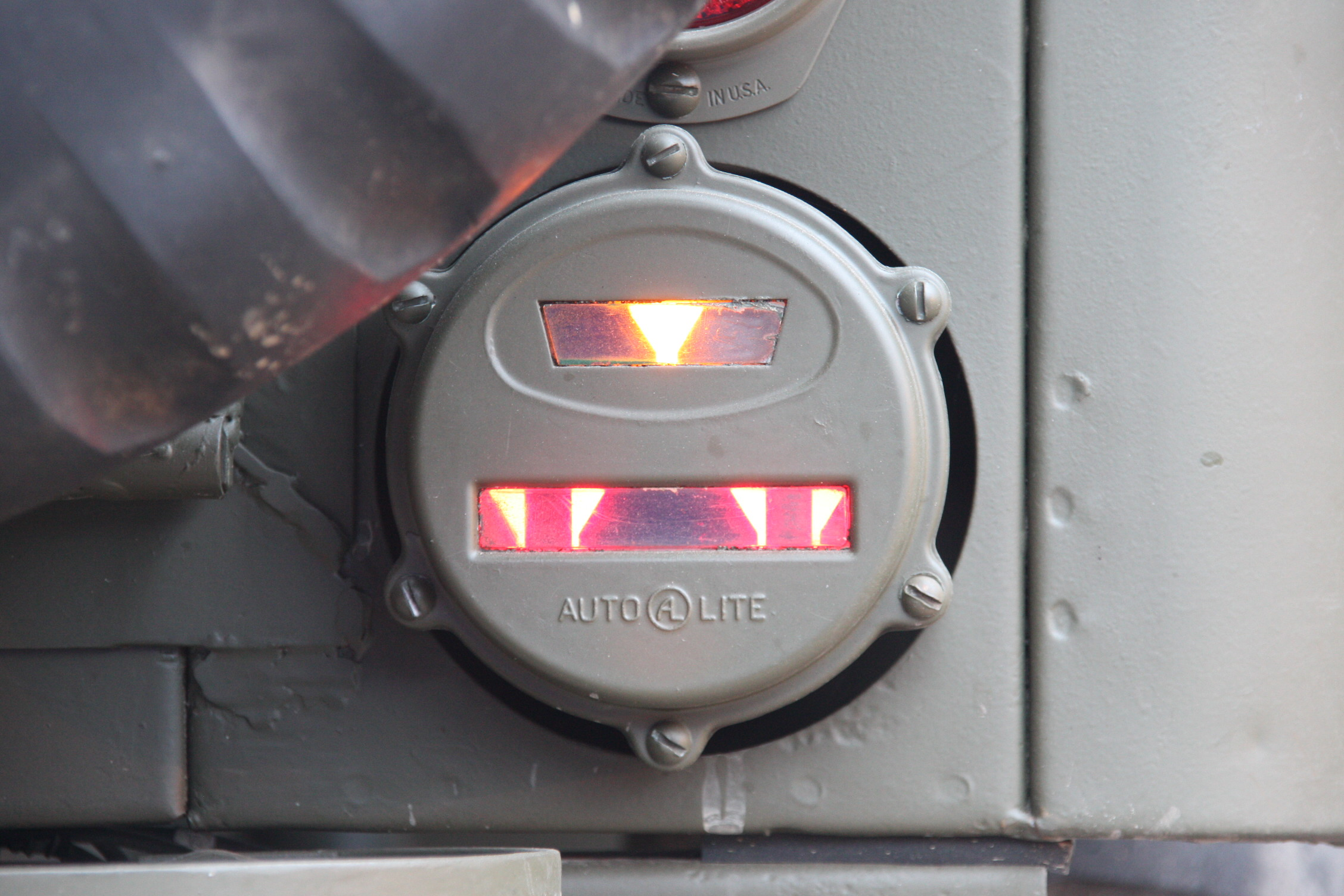
Mörkläggningsbelysning, Bakre positionsljus (Nedre) och Bromsljus (Övre)

Fordonet är helt mörklagt med undantag för särskild konvojbelysning som är kraftigt avskärmad och håller låg intensitet. Omfattningen av denna belysning är olika för olika fordonstyper och användare (försvarsmakter).

## Aktivering

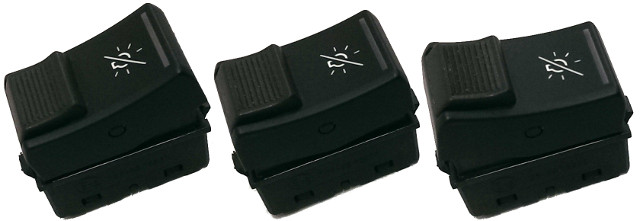
Nyare utförande av trelägesbrytare för Normal, Blackout och Convoy-läge

Blackout och Convoy regleras med en brytare med minst tre lägen:
- Normal
- Blackout
- Convoy

Brytaren kan även hantera den vanliga belysningen på fordonet och kan då ha fler än tre lägen.